# Kimberly Kalee

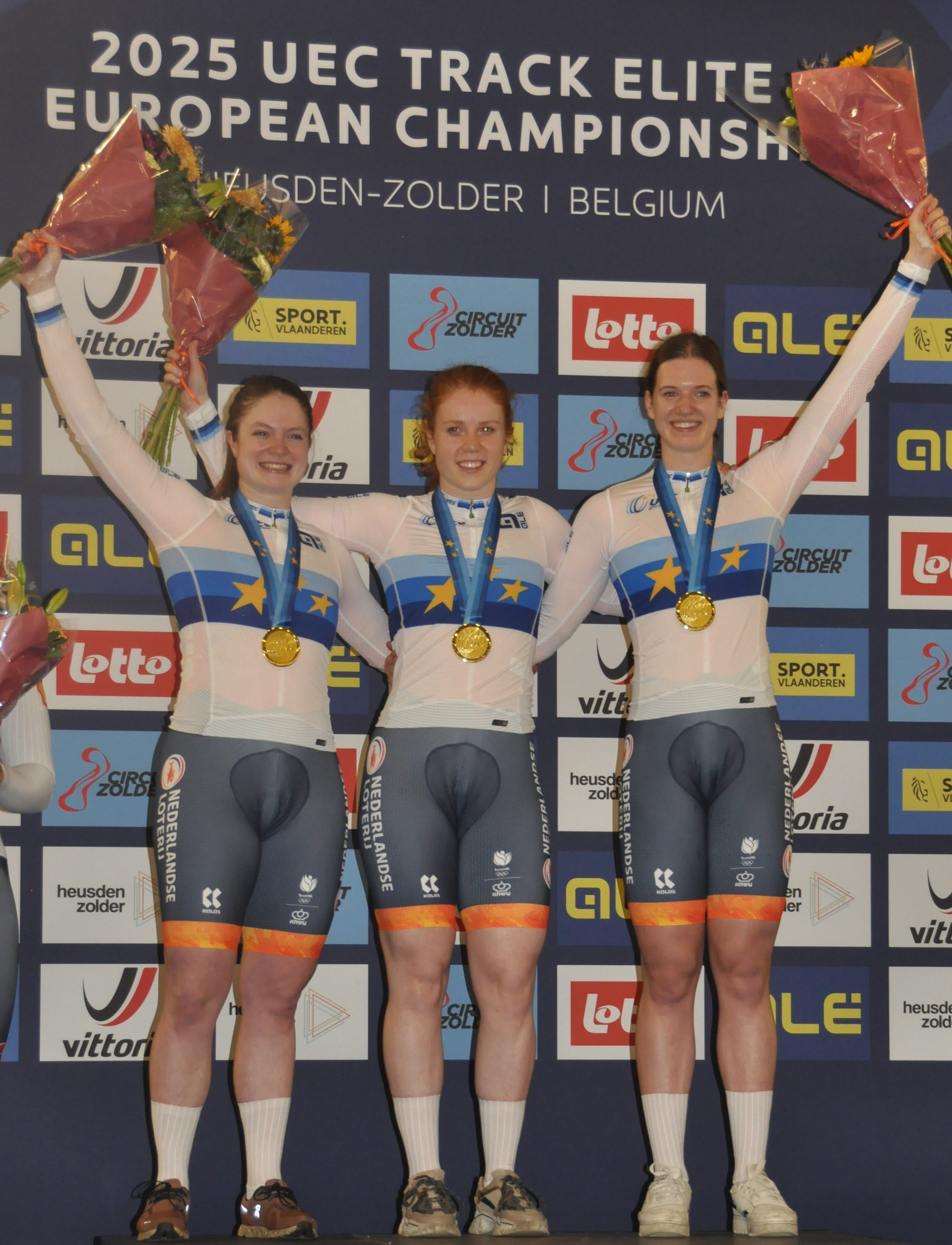
Als Europameisterin im Teamsprint, mit Steffie van der Peet (l.) und Hetty van de Wouw (M.) (2025)

Kimberly Kalee (* 7. März 2002 in Almere) ist eine niederländische Bahnradsportlerin, deren Schwerpunkt auf den Kurzzeitdisziplinen liegt.

## Sportlicher Werdegang
2017 nahm Kimberly Kalee an einem Talenttag des niederländischen Sportverbandes NOC*NSF teil. Wegen ihrer guten Leistungen wurde sie eingeladen, mit dem niederländischen Radsportteam zu trainieren. Ende 2018 nahm sie erstmals an nationalen Meisterschaften teil und gewann bei den Juniorinnen den Titel im 500-Meter-Zeitfahren.
2022 und 2023 wurde Kalee niederländische Meisterin im Zeitfahren, 2023 zudem im Sprint. 2024 errang sie Weltmeisterschaften mit Steffie van der Peet, Hetty van de Wouw und Kyra Lamberink die Silbermedaille im Teamsprint sowie Bronze bei der U23-Europameisterschaft im 500-Meter-Zeitfahren. 2025 wurde sie gemeinsam mit van de Wouw und van der Peet Europameisterin im Teamsprint; zudem gewannen die drei Sportlerinnen gemeinsam die Goldmedaille beim Lauf des Nations’ Cup im türkischen Konya.

### Erfolge
2018
- Niederländische Meisterin (Junioren) – 500-Meter-Zeitfahren

2019
- Niederländische Meisterin (Junioren) – 500-Meter-Zeitfahren

2022
- Niederländische Meisterin – 500-Meter-Zeitfahren

2023
- Niederländische Meisterin – 500-Meter-Zeitfahren, Sprint

2024
- Weltmeisterschaft – Teamsprint (mit Steffie van der Peet, Hetty van de Wouw und Kyra Lamberink)
- U23-Europameisterschaft – 500-Meter-Zeitfahren
- Niederländische Meisterin – 500-Meter-Zeitfahren

2025
- Europameisterin – Teamsprint (mit Hetty van de Wouw und Steffie van der Peet)
- Nations’ Cup – Teamsprint (mit Hetty van de Wouw und Steffie van der Peet)